# Călugăreni (okręg Marusza)
Călugăreni (węg. Mikháza) – wieś w Rumunii, w okręgu Marusza, w gminie Eremitu. W 2011 roku liczyła 618 mieszkańców.